# 斑尾棘花鮨
斑尾棘花鮨，又稱斑尾棘花鱸，為輻鰭魚綱鱸形目鱸亞目鮨科的其中一種，分布於西南太平洋的澳洲及紐西蘭海域，棲息深度110-155公尺，體長可達3.5公分，生活在大陸棚，為底棲性魚類，屬肉食性，生活習性不明。

## 擴展閱讀
維基物種上的相關：斑尾棘花鮨